# Minniza deserticola
Minniza deserticola är en spindeldjursart som beskrevs av Simon 1885. Minniza deserticola ingår i släktet Minniza och familjen Olpiidae. Inga underarter finns listade i Catalogue of Life.